# René de Cornulier

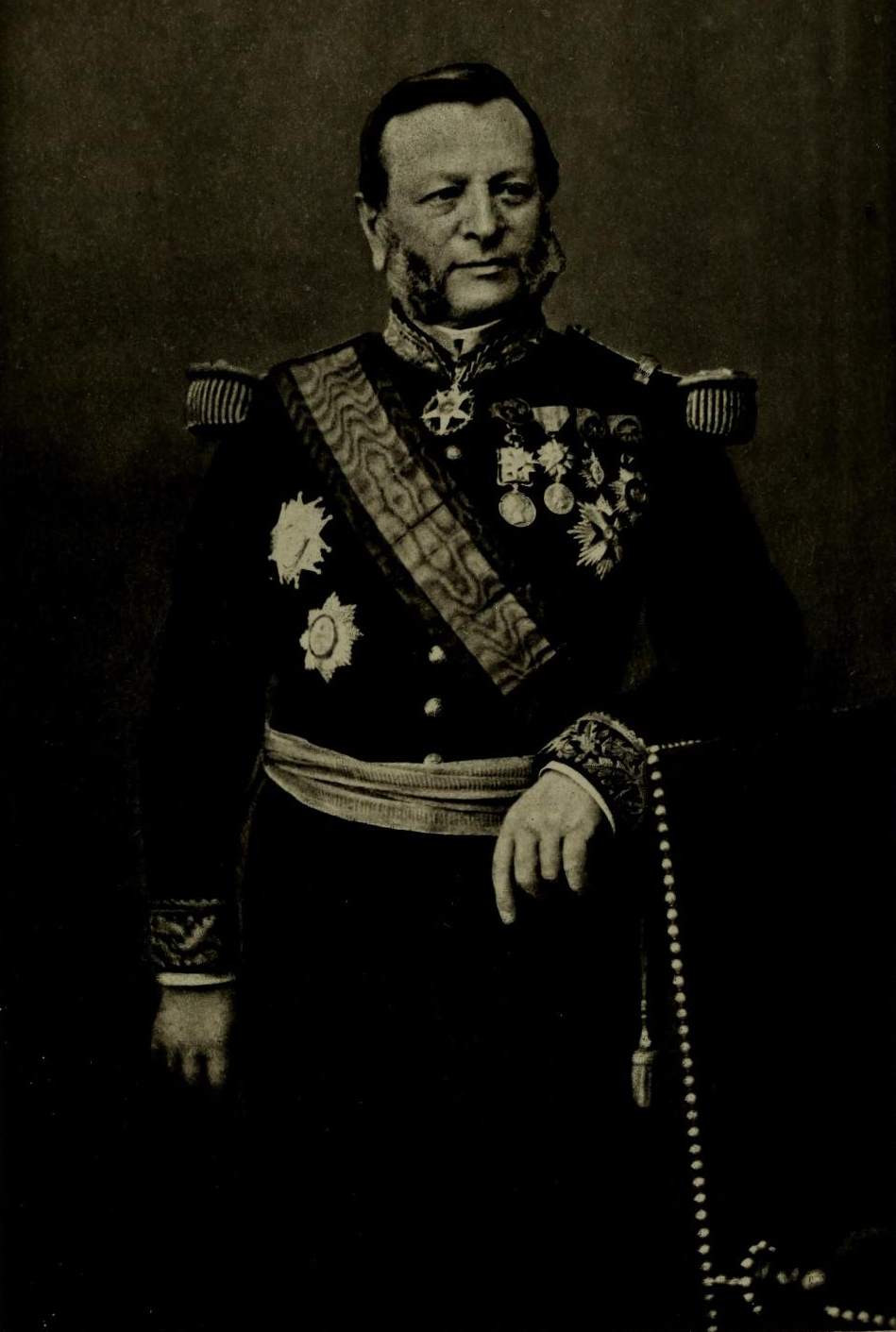

Bá tước René de Cornulier (1811-1886), tên đầy đủ là Alphonse Jean Claude René Théodore de Cornulier-Lucinière, sinh ở Lucinière (Loire-Inférieure) năm 1811 vào trường hàng hải khoảng năm 1829. Ông là chuẩn đô đốc khi ông là tạm quyền thống soái ở Đông Dương. Ông cập bến Sài Gòn ngày 8 tháng 1 năm 1870 bằng tàu Le Donnai. Tháng 3 năm 1871, ông trở về Pháp và giữ chức thị trưởng Nantes và mất tại đó năm 1886.